# 李炜 (龙岩知州)
李炜（？—？），清朝人，是一名清朝政治人物。
李炜曾于乾隆四十五年接替陈鹏鸣任龙岩州知州一职，乾隆四十六年由沈世隽接任。